# Paris School of Business
Paris School of Business (anteriorment ESG Management School) és una escola de negocis europea amb seus a París i Rennes. Va ser fundada l'any 1974. PSB imparteix un programa de doctorat i diferents programes de màster d'administració especialitzats en màrqueting, finances, emprenedoria i altres disciplines. Els programes de l'escola compten amb una doble acreditació, a càrrec dels organismes AMBA i CGE. Per l'escola hi han passat més de 12.500 estudiants que després han ocupat llocs de responsabilitat en el món dels negocis i la política, com ara Franck Louvrier (CEO Publicis Events) i Vianney (Cantant).